# دورا جيرسون
دورا جيرسون (بالألمانية: Dora Gerson)‏ هي مغنية وممثلة ألمانية، ولدت في 23 مارس 1899 ببرلين في ألمانيا، وتوفيت في 14 فبراير 1943 في بولندا.

## وصلات خارجية
- دورا جيرسون على موقع IMDb (الإنجليزية)
- دورا جيرسون على موقع أول ميوزيك (الإنجليزية)
- دورا جيرسون على موقع ديسكوغز (الإنجليزية)
- دورا جيرسون على موقع كينوبويسك (الروسية)